# Opava (Fluss)
Die Opava (deutsch Oppa, polnisch Opawa) ist ein linker Nebenfluss der Oder in der tschechischen Region Moravskoslezský kraj (Mährisch-Schlesischen Region). Sie entsteht in Vrbno pod Pradědem (Würbenthal) im Altvatergebirge durch den Zusammenfluss dreier Quellflüsse:
- Die Bílá Opava (Weiße Oppa) entspringt am Praděd (Altvater)
- Die Střední Opava (Mitteloppa) entspringt am Malý Děd (Leiterberg)
- Die Černá Opava (Schwarze Oppa) entspringt am Orlík (Urlichkuppe)

Auf ihrem Weg nach Osten durchfließt die Opava die Stadt Krnov (Jägerndorf), wo die Goldoppa einmündet. Ihr weiterer Lauf führt ein kurzes Stück entlang der Grenze zu Polen, in die Stadt Opava (Troppau), von dort durch ein Teichgebiet bis in die Nähe der Stadt Hlučín (Hultschin). Die Opava mündet schließlich nach 131 km am Fuße des Hladový vrch (Königsberg; 253 m n.m.) in Ostrava (Ostrau) zwischen den Stadtteilen Hošťálkovice (Hoschialkowitz) und Třebovice in die Oder.

## Name
In den ersten schriftlichen Belegen wurde der Fluss als Vpa (1031) bzw. Opa (1062) bezeichnet. Der Name ist wahrscheinlich germanischen Ursprungs und gehört vermutlich zu den -apa-Flüssen.

## Zuflüsse
- Links: Kobylí potok, Kamenný potok, Jelení potok, Krasovka (Ramselbach), Kostelecký potok, Opavice (Goldoppa), Mohla, Trmantický potok (Türmitzer Bach), Obecní potok, Wilżyna, Pilšťský potok (Ostra, Piltscher Bach), Kateřinský potok, Opusta, Juliánka, Vařešinka, Jasénka.
- Rechts: Uhlířský potok, Skrbovický potok, Oborenský potok (Spillendorfer Bach), Milotický potok, Zátoráček, Guntramovický potok, Mlýnský náhon, Hájnický potok (Hegersbach), Černý potok, Čižina (Cziczina), Lipinka, Heraltický potok, Velká, Moravice (Mohra), Strouha, Hoštata, Sedlinka, Ohrozima, Hrabyňka, Děhylovský potok, Plesenský potok.